# Résolution 14 du Conseil de sécurité des Nations unies
Membres permanents
- Chine
- États-Unis
- France
- Royaume-Uni
- URSS

Membres non permanents
- Australie
- Brésil
- Égypte
- Mexique
- Pays-Bas
- Pologne

Résolution no 13 Résolution no 15
La résolution 14 est une résolution du Conseil de sécurité de l'ONU qui a été votée le 16 décembre 1946 et qui modifie le roulement mensuel de la présidence pour que les dates de prises de fonction coïncident avec les dates de mandats des membres élus (1er janvier – 31 décembre).
En conséquence, le représentant des États-Unis continuera à assurer la présidence du conseil de sécurité du 17 décembre au 31 décembre 1946.

## Texte
- Résolution 14 sur fr.wikisource.org
- Résolution 14 sur en.wikisource.org